# لويس الثاني دوق أنجو
لويس الثاني أنجو (بالفرنسية: Louis II d'Anjou)‏ (تولوز، 1377 - أنغير، 29 أبريل 1417) ينتمي إلى سلالة الأنجويين الفرنسية ، كان دوق أنجو وكونت مين وكونت بروفنس وفوركالكيه (لمدة 10 سنوات في الواقع) وإسمياً ملك نابولي وبيت المقدس ، وتنتازع مع لادسلاو الأول بادعاء الأحقية بعرش نابولي.
| سبقه: لويس الأول | دوق أنجو 1384–1417                                                      | تبعه: لويس الثالث |
| سبقه: لويس الأول | كونت ماين 1384–1417                                                     | تبعه: لويس الثالث |
| سبقه: لويس الأول | كونت بروفنس وفوركالكيه 1384–1417                                        | تبعه: لويس الثالث |
| سبقه: لويس الأول | كونت بييمونتي 1384–1417                                                 | تبعه: لويس الثالث |
| سبقه: لويس الأول | ملك نابوليبالمنافسة مع لادسلاو 1384–1417 حكم بالأمر الواقع 1389–1399 1. | تبعه: لويس الثالث |